# Fan Tai
Fan Tai (en chinois 范泰) est le père de Fan Ye (范曄/范晔), l'auteur-compilateur du Livre des Han postérieurs (後漢書/后汉书 hou han shu).

## Source
- Song shu, biographie 20: Fan Tai 范泰 , Wang Huaizhi 王淮之, Wang Shaozhi 王韶之 et Xun Bozi 荀伯子